# Giocattoli assassini
Giocattoli assassini (Dollman vs. Demonic Toys) è un film statunitense del 1993 scritto, diretto e prodotto da Charles Band. È il sequel del film del 1991 Dollman diretto da Albert Pyun.